# Хейбур, Антон
Антон Хейбур (нидерл. Anton Heyboer, 9 февраля 1924, Сабанг, провинция Ачех, Индонезия — 9 апреля 2005, Ден Ильп, Северная Голландия) — нидерландский художник и график-авангардист.

## Биография
Сын инженера-машиностроителя. Во второй половине 1920-х семья жила в Харлеме, Делфте, в 1933—1938 гг. — на Кюрасао, с началом войны вернулась в Харлем. В 1943 году Хейбур был интернирован в трудовом лагере Пренцлауэрберг в Берлине. В 1951 году по собственному желанию провел год в психиатрической клинике в Блумендале, где ему был поставлен диагноз шизофрения. С 1961 года жил в переоборудованном амбаре в селении Ден Ильп на севере от Амстердама, где жизнь с ним в своеобразной коммуне делили несколько женщин.

## Творчество
Как художник — самоучка. В его воображении одной из частей его личности владеет Иисус. В эзотерическом наследии Хейбура, из которого наиболее известна графика, объединяются изображение и текст, сексуальная и христианская символика (крест, Троица и др.).

## Признание
Участвовал во второй и третьей выставках documenta в Касселе. Работы Хейбура хранятся во многих известных галереях Европы и США, начиная с амстердамского музея «Стиделийк». Кавалер ордена Оранских-Нассау (2002).

## Наследие
- Anton Heyboer: the philosophy of an original mind: life, art and realms of thought of Anton Heyboer in word and image. Amsterdam: Samsara; Los Angelos [sic]: Leslie Sacks Editions, 2006